# Walter Rubensdörffer
Walter Rubensdörffer (Bazel (Zwitserland), 1916 – 15 augustus 1940) was een Duitse gevechtspiloot die gronddoelen bombardeerde. Rubensdorfer vernietigde ruim 370 gronddoelen en was een belangrijk leider van de Duitse Luftwaffe. Hij was een van de hoofdpersonen uit de slag om Engeland.
Rubensdörffer werd al in 1935 lid van de Luftwaffe en vocht mee in de Spaanse Burgeroorlog als piloot van een Heinkel He 111 bommenwerper. Hij nam deel aan het beruchte bombardement op de Spaanse stad Guernica.
In 1939 werd hij benoemd tot Hauptman (kapitein) en kreeg de leiding over een eskader van 120 vliegtuigen. Net als de rest van zijn eskader vloog Rubensdörffer vanaf dat moment in de gloednieuwe Messerschmitt Bf 110, een lichte jachtbommenwerper.
In september van dat jaar nam Rubensdörffer deel aan bombardementen op Poolse verdedigingswerken en bombardeerde hij het vliegveld van Warschau. Kort daarop werd Rubensdörffer onderscheiden met het IJzeren Kruis.
In april 1940 was Rubensdörffer betrokken bij de invasie van Noorwegen en Denemarken. In mei en juni 1940 was hij aanwezig bij de invasie van Frankrijk. Vanwege zijn zeer belangrijke bijdrage in bovenstaande oorlogen werd hij benoemd tot majoor.

## Slag om Engeland
In juni 1940 werd Rubensdörffer door Hermann Göring gevraagd om plannen te bedenken voor de vernietiging van de Britse radarstations en vliegvelden. Dit was noodzakelijk om controle te krijgen over het Britse luchtruim.
In juli 1940 werd het startsein voor de Slag om Engeland gegeven. Terwijl grotere bommenwerpers (zoals Heinkels) de vliegvelden voor hun rekening namen, moest Rubensdörffer de leider zijn van alle kleine bommenwerpers (Messerschmitt Bf 110's en Stuka's). Rubensdörffer bedacht dat de Luftwaffe op zeer grote hoogte moest aanvliegen (te hoog voor radars) om vervolgens boven het doelwit recht naar beneden te duiken. Dit plan bleek perfect te zijn: de Britten waren volkomen verrast; binnen een week tijd werden bijna alle radarstations lang de zuidkust van Engeland plat gebombardeerd. Rubensdörffer vloog zelf mee met deze missies en hij vernietigde in minder dan een maand tijd ruim 100 doelwitten. In augustus 1940 bleek de complete radarcontrole van Engeland uitgeschakeld te zijn, waardoor de Duitsers vrij spel leken te hebben. Vanaf dat moment boekten de Duitsers doorlopend successen.

## Rubensdörffer's dood
Op 15 augustus 1940 werden Rubensdorffer en zijn squadron gestuurd om RAF Kenley te bombarderen. Vanwege verwarring bombardeerden ze in plaats daarvan RAF Croydon. Zeven vliegtuigen, waaronder die van Rubensdorffer, werden neergeschoten door 111 squadron en 34 squadron van de RAF waarbij Rubensdorffer werd gedood. Hij ontving postuum het Ridderkruis van het IJzeren Kruis.

## Militaire loopbaan
- Leutnant:
- Oberleutnant:
- Hauptmann:
- Major: onbevestigd, mogelijk postuum

## Decoraties
- Ridderkruis van het IJzeren Kruis (Postuum) op 19 augustus 1940 als Hauptmann en Gruppenkommandeur in de Erprobungsgruppe 210, Luftwaffe[5][6][3]
- IJzeren Kruis 1939, 1e Klasse en 2e Klasse[5][3][3]
- Flugzeugführerabzeichen[5]
- Spanjekruis[7]
- Gesp voor Gevechtsvluchten aan het Front[3]